# Call of Juarez: Bound in Blood
Call of Juarez: Bound in Blood (kurz CoJ:BiB) ist ein Videospiel des polnischen Entwicklerstudios Techland und wurde von Ubisoft auf den Markt gebracht. Der Ego-Shooter mit Western-Szenario ist der Nachfolger des 2006 erschienenen Call of Juarez, erzählt jedoch die Vorgeschichte des ersten Teils. Call of Juarez: Bound in Blood wurde für Windows, PlayStation 3 und Xbox 360 am 30. Juni 2009 erstveröffentlicht. Ein Nachfolger erschien im Sommer 2011 und trägt den Titel Call of Juarez: The Cartel, spielt anders als seine beiden Vorgänger jedoch in der Gegenwart. Im Mai 2013 folgte mit Call of Juarez: Gunslinger, der wieder im Wilden Westen angesiedelt ist, der bislang letzte Ableger der Reihe.

## Handlung
Zu Beginn des Spiels findet man sich im amerikanischen Sezessionskrieg auf Seiten der CSA (Confederate States Army), der Armee der Südstaaten wieder. Da die Gebrüder Thomas und Ray McCall desertieren, um ihre Farm zu retten und ihrer Familie zu helfen, haben sie nun auch die Konföderation der Südstaaten am Hals.
Als Thomas und Ray zu ihrer Farm zurückkehren, ist diese schon von der Armee der USA eingenommen. Nachdem Thomas und Ray alles kurz und klein schießen, finden sie ihre tote Mutter und ihren jüngeren Bruder William wieder. Ray verspricht seinen Brüdern, dass sie die nun völlig zerstörte Villa wieder aufbauen, sobald der Krieg vorbei ist. Kurz nachdem die drei nach Fort Smith, Arkansas, fliehen, erreicht ihr Colonel Barnsby die Villa und schwört sich, dass er die desertierten Brüder hängen wird.

„Wegen Männern wie diesen musste Atlanta brennen. […] Egal ob morgen, oder in fünf Jahren, fest steht, dass sie hängen werden.“

Die Geschichte geht ein Jahr danach weiter. William betritt gerade einen Saloon, in dem er seine beiden Brüder, sich prügelnd, findet. Der Grund der Prügelei ist, dass Thomas seinem Bruder Ray die Sheriffstochter ausgespannt hat. Gleich darauf fordert der Sheriff einen der beiden McCalls zum Duell. Als McCall das Duell gewinnt, schießen alle waffenbesitzenden Dorfbewohner auf die drei Brüder, welche es gerade noch schaffen, mit der Postkutsche nach Mexiko zu fliehen. Gleichzeitig wollen sie in Mexiko den mystischen Aztekenschatz finden, da sie das Gold brauchen, um ihr Haus zu renovieren. Nachdem die drei geflüchtet sind, warnt Ray Thomas, dass er ihn erledigen wird, sollte er ihm noch einmal eine Frau stehlen.
Während sie in einem mexikanischen Saloon Tequila trinken, betritt die mexikanische Schönheit Marisa die Bar und zieht sofort Rays Aufmerksamkeit auf sich, jedoch wird sie von zwei anderen Männern belästigt und schließlich verschleppt, was die McCalls dazu bringt, sie zu befreien. Einen der beiden konnte Ray bereits im Saloon erschießen, was zur Folge hat, dass ihm eine ganze Banditenbande das Leben schwer macht. Später, als sie Marisa aus den Klauen der Banditen befreien, erfahren die drei Brüder, dass sie die Frau von Juan „Juarez“ Mendoza ist, einem der am meisten gesuchten Verbrecher ganz Mexikos. Als Dank lädt er die Brüder zum Abendessen ein. Nach dem Essen bietet Juan Mendoza ihnen einen Plan an, um den Schatz zu finden und verspricht, ihn mit den Gebrüdern zu teilen. Außerdem lassen sich Ray und Thomas darauf ein, einen Mann namens Devlin zu töten, da er Juarez Schwierigkeiten bereitet, indem er viel Land aufsprengt, um denselben Schatz zu suchen.
Währenddessen diskutiert ein Apachenstamm darüber, mit den Weißen einen Krieg zu beginnen. Running River (der Apachenhäuptling) fordert seinen Sohn Seeing Farther auf, 300 Gewehre für den Stamm zu beschaffen. Seeing Farther zögert, aber willigt ein. In der Zwischenzeit kehren die McCalls zu Juarez zurück, der ihnen aufträgt, sich mit einem Waffenschieber zu treffen, da die Apachen ihm ein Medaillon versprechen, das sie zum Schatz führt. Dies bekommen sie aber nur, wenn Juarez ihnen die 300 Flinten liefert. Bevor die McCalls in die Stadt reiten und das Gefängnis, in dem der Schieber sein soll, stürmen, redet Thomas mit Marisa über Ray, die ihm versichert, dass sie nur Thomas liebt, nicht jedoch Ray. In der Stadt angekommen, befreien sie den Waffenschieber aus dem Gefängnis. Kurz darauf flüchten sie mit den 300 Gewehren und dem Schieber zu Juarez. Dort angekommen (die McCalls sind währenddessen woanders), verhandeln Juarez und der Schieber, der sich als Colonel Barnsby entpuppt.
Es dauert nicht lange, bis Barnsby sich den Brüdern zeigt. Sie sollten sich zwar mit Juarez treffen, aber Barnsby und ein paar seiner Leute verstecken sich dort, wo die Brüder glauben, dass Juarez wartet. Der Colonel lässt alle drei fesseln und zwingt William McCall ihm die Wahrheit zu erzählen. Als die drei Gebrüder kurz allein gelassen werden, schafft es William sich aus den Fesseln zu befreien und hilft auch Thomas und Ray die Fesseln loszuwerden. Zu dritt flüchten sie aus der Mine und treffen Juarez und seine Frau Marisa im Comanchen-Territorium. Da die Comanchen bereits Gewehre haben, schießen sie auf die Brüder und Juarez, die deshalb ins Apachen-Territorium fliehen. Die Apachen jedoch empfangen sie mit Pfeil und Bogen, da keines der 300 Gewehre schießen kann, weil alles verrostete und alte Wracks aus der Kriegszeit waren. Da Seeing Farther aber sehr gut mit William McCall angefreundet war, gibt sein Vater Running River keinen Schussbefehl. Die McCalls und Marisa werden zum Apachen-Dorf mitgenommen, dort angekommen entschließt sich Seeing Farther den Gebrüdern bei der Suche um das Medaillon zu helfen. So gehen er und die drei Brüder ins Navaho-Territorium, wo das Medaillon vor langer Zeit in einem See versenkt wurde.
Als sie zurückkommen, entwirft Seeing Farther einen Plan, um Marisa und William aus dem Indianerdorf rauszubringen. Außerdem weiht er William in das Geheimnis ein, wie das Medaillon benutzt wird. Kurz darauf greifen Barnsby und seine Armee das Indianerdorf an und von den Stammesmitgliedern bleiben nur Running River und Seeing Farther am Leben. Seeing Farther, William und Marisa werden als Geiseln genommen, und würden nur freigelassen werden, wenn man Barnsby das Medaillon gäbe. Also machen sich Ray und Thomas in eine Geisterstadt auf, um sie zu befreien. Die beiden Brüder besiegen Barnsbys Männer, doch als sie den Saloon stürmen, in dem Seeing Farther gefangen gehalten wird, ist dieser schon lebensgefährlich verwundet. Der bereits sterbende Häuptlingssohn verrät ihnen, dass William und Marisa noch leben, aber dass sie in Juarez’ Händen sind. Auch gesteht er seinem Vater gegenüber, dass er den Stamm verraten hat, indem er den Brüdern McCall das Medaillon gegeben hat. Der Apachen-Häuptling bedroht den gefesselten Barnsby mit einem Messer, aber anstatt ihn zu töten, schneidet er seine Fesseln durch und befreit diesen. Gleichzeitig verkündet Running River, keine Kriege mehr führen zu wollen.
William wird von Juarez über die Benutzung des Medaillons ausgefragt, und anstatt zu antworten, sagt er immer nur: „Mein Glaube ist mein Schild.“ Juarez hat gesehen, wie Marisa William zuvor einen Revolver zugesteckt hat. Um diesem zu beweisen, dass selbst ein überzeugter Pazifist wie er einen Menschen töten kann, befiehlt er einem seiner Männer, William umzubringen. In Notwehr zieht William seine Waffe und erschießt den Angreifer. Daraufhin befiehlt Juarez seinen Männern, William zu töten. Marisa bittet Juarez, William am Leben zu lassen, indem sie ihm sagt, dass sie ein Baby von Juarez empfängt. Juarez jedoch glaubt ihr nicht. Zur selben Zeit infiltrieren Thomas und Ray Juarez’ Fort. Ray soll William befreien und Thomas soll Pferde zur Flucht auftreiben und Marisa befreien. Als Thomas dann Marisa befreit, sagt sie ihm im falschen Glauben, dass William getötet wurde und überredet ihn, Ray im Stich zu lassen und mit ihr den Schatz zu suchen, weil auch sie weiß, wie das Medaillon benutzt wird. Währenddessen rettet Ray seinen Bruder William in letzter Sekunde vor Juarez' Männern. Die beiden können nur durch einen Kanal im Untergrund flüchten, wo sie von Juarez abgefangen werden. Ray erschießt diesen (scheinbar) in einem Duell.
In der nächsten Szene sieht man, wie Ray und William eine große, jahrhundertealte Höhle betreten, in welcher der Schatz versteckt liegt. Dort angekommen treffen sie auf Thomas und Marisa. Ray will sich an seinem Bruder rächen – er hat ihm Marisa weggenommen. Beide Brüder stehen sich in einem Mexican standoff gegenüber, als William sich zwischen die beiden stellt und Ray verbietet, auf Thomas zu schießen. Als William nicht locker lässt, bedroht Ray ihn mit der Waffe. William lässt Ray glauben, dass er noch immer einen Revolver einstecken habe und diesen auch benutzen werde. Ray drückt daher reflexartig ab, als William in seine Jackentasche greift. Doch im Moment, in dem William fällt, zeigt sich, dass er lediglich zu seiner Bibel greifen wollte, die ihm nun aus der Hand fliegt. Als er niedersackt, sehen die beiden anderen Brüder plötzlich, dass Barnsby aufgetaucht ist. Im selben Moment wird eine Falle ausgelöst, die den Schatz mit Sand verschüttet und die Brüder zwingt, sich in einen Oberstock zu begeben, während Barnsbys Männer auf sie schießen. Als Barnsbys Männer tot sind und er Marisa als Geisel bei sich hat, fordert Barnsby einen der Brüder zu einem Duell, in dem der ehemalige Colonel stirbt. Die McCalls und Marisa entscheiden sich, den Schatz zurückzulassen, da er verflucht ist.
Durch Williams Opferung wendet sich Ray der Religion zu und will – wie sein verstorbener Bruder – Priester werden, da er versteht, was William ihm damit sagen wollte. Einige Jahre später traut er auch Thomas und Marisa. In der Abschlussszene sieht man, dass die McCall-Villa in Georgia neu erbaut wird.

### Hauptcharaktere
- Ray McCall: Der älteste der McCall-Brüder. Ray kann im Gegensatz zu Thomas zwei Revolver gleichzeitig tragen, eine abmontierte Gatling tragen, mit Dynamit werfen und Türen eintreten.
- Thomas McCall: Thomas ist der zweitälteste der Brüder. Er kann zwar nur einen Revolver tragen, kann aber umso besser mit einem Gewehr oder einer Schrotflinte umgehen, dazu kommt, dass er mit Pfeil und Bogen schießen und mit Messern werfen kann. Thomas kann außerdem mit dem Lasso Orte erreichen, welche für Ray unerreichbar sind.
- William McCall: Er ist der jüngste McCall, den man im Spiel kennen lernt. Er hat das Priesterseminar zwei Jahre vor Beginn der Ereignisse abgebrochen, um seinen Eltern bei der Farm zu helfen. William begleitet seine Brüder nahezu überall hin.
- Juan „Juarezô“ Mendoza: Juarez ist der am meisten gesuchte Bandit in ganz Mexiko. Die meiste Zeit ist er Verbündeter der McCalls, erst gegen Ende will er diese töten. Er ist einer der wenigen, die wissen, dass es den Schatz gibt und wie man ihn findet.
- Colonel Barnsby: Er ist Thomas’ und Rays Colonel während des Sezessionskriegs. Seit der Fahnenflucht von Ray und Thomas schwört er sich, sie hängen zu lassen. Auch er will den geheimnisvollen Schatz in seinen Besitz bringen, da sein Ziel ist, wieder eine konföderierte Armee aufzustellen, um erneut in den Krieg zu ziehen.

## Gameplay
Call of Juarez: Bound in Blood bedient sich vieler Western-Klischees: Revolverhelden, Duelle, Gefängnisausbrüche, Banditen, Bankräuber und Indianer-Kämpfe sind Hauptbestandteile von Bound in Blood.

### Charakterwahl
Vor nahezu jedem Kapitel kann man auswählen, ob man mit Thomas oder mit Ray spielen will. In sehr wenigen Missionen ist nur einer der beiden Charaktere verfügbar.

### Open World
In zwei Open-World-Szenarien kann man optionale Aufträge annehmen (Banditen aufzusuchen, Leute beschützen usw.), mit denen man zusätzlich Geld verdienen kann. In den Szenarien findet man auch einen Waffenhändler, der den Spieler mit Munition oder verbesserten Waffen ausstatten kann. Um ins reguläre Spiel zurückzukehren, muss man mit seinem anderen Bruder reden. Außerdem gibt es mehrere kleinere Szenarien, beispielsweise ein Indianerüberfall auf Einsiedler, dem Spieler ist es überlassen Partei für die Angegriffenen zu ergreifen und ihnen zu helfen. Es gibt dabei jedoch keine Belohnung, außer von den Angreifern möglicherweise fallengelassenes Geld, Waffen und Munition, welches man aufsammeln kann.

### Konzentrationsmodus
Thomas und Ray McCall haben beide je eine Spezialfähigkeit, genannt „Konzentrationsmodus“. Den Konzentrationsmodus lädt man auf, indem man auf Gegner schießt. Hat man ein volles Konzentrationsmaß, muss man den Modus innerhalb von 60 Sekunden aktivieren, da dieser sonst verloren geht. Setzt man seinen Konzentrationsmodus ein, so verläuft das Spiel in Zeitlupe.

#### Thomas’ Konzentrationsmodus
Thomas’ Spezialfähigkeit funktioniert wie folgt: Bis zu sechs Gegner werden automatisch ausgewählt, der Spieler muss nur noch den Revolverhahn zurückziehen.

#### Rays Konzentrationsmodus
Wenn man mit Ray den Konzentrationsmodus aktiviert, hat man eine kurze Zeit zur Verfügung, zwölf Ziele (auch Lampen oder TNT-Fässer) auszuwählen. Läuft die Zeit ab oder wird der Konzentrationsmodus abgebrochen, werden die Ziele der Reihe nach automatisch anvisiert und abgeschossen.

#### Koop-Konzentrationsmodus
Wenn Thomas und Ray ein Gebäude stürmen, stellen sie sich links und rechts von der Tür auf. Sobald Ray die Türe eintritt, hat man (auch als Thomas) zwei Revolver in der Hand, mit denen man innerhalb begrenzter Zeit im Zeitlupenmodus die Gegner hinter der Tür erledigen kann.

### Geheimnisse
In jedem Level sind bis zu fünf Geheimnisse versteckt, die man sich im Spielmenü ansehen kann. Ein Geheimnis ist entweder eine Originalaufnahme eines Bildes zur Zeit des Sezessionskrieges, oder ein Dialog der Brüder McCall. Geheimnisse treten in Form von Schriftrollen auf, die meist in einer Truhe oder Kiste liegen.

### Duelle
Duelle sind ein wesentlicher Bestandteil von Bound in Blood. Sie werden meist gegen den Hauptgegner der jeweiligen Mission gespielt.
Bei einem Duell steht man seinem Rivalen gegenüber und kann seinen eigenen Charakter in seitlicher Richtung bewegen. Sobald die Glocke schlägt, muss man so schnell wie möglich die Hand zum Revolver steuern. Ist die Waffe gezogen, verfällt das Spiel in Zeitlupe und man muss den Gegner anvisieren und niederschießen.

### Waffen
Die Waffen im Spiel sind virtuelle Nachbildungen echter Waffen aus dem 19. Jahrhundert. Der Spieler kann zwischen verschiedenen Arten von Pistolen, Gewehren und schweren Waffen (Gatling) wählen. Während des Spiels sind auch Kanonen verfügbar. Neben den verschiedenen Handfeuerwaffen kann der Spieler auch Bögen und Messer benutzen.
Die Waffen sind in unterschiedlich gutem Zustand (rostig, normal, gut, sehr gut), was sich auf die Parameter Durchschlag, Genauigkeit und Nachladen auswirkt.

#### Waffenliste
- Gewehre
  - Gewehr (Unterhebelrepetierer)
  - Sharps
  - Sharps mit Zielfernrohr
- Schrotflinten
  - Schrotflinte
  - abgesägte Schrotflinte
- schwere Waffen
  - Gatling
- Pistolen
  - Volcano (Volcano-Pistole, siehe Henry-Gewehr)
  - Ranger (Remington New Model Army)
  - Schnelllader (Smith & Wesson Model No 3 Schofield)
  - Hybridpistole (LeMat Percussion Revolver)
  - Deringer
  - alter Colt (Colt Single Action Army)
  - Sechsläufer
- Wurfmesser
- Pfeil und Bogen
- Dynamit

## Multiplayer
Der Mehrspielermodus von Call of Juarez: Bound in Blood bietet verschiedene Spielmodi auf mehreren Multiplayermaps. Hier stehen bis zu dreizehn verschiedene Spielerklassen zur Verfügung, welche alle unterschiedliche Stärken, Schwächen und Waffen haben.
Hiervon sind jedoch nur fünf von Beginn an frei wählbar. Die übrigen Charaktere sind mit dem in Ranglistenspielen erworbenen Geld freizuschalten.
Das Spiel beinhaltet folgende Varianten:
- Schießerei ist aufgebaut wie ein gewöhnliches Deathmatch. Jedoch entscheidet hier nicht die Anzahl der Kills/Frags, sondern die Höhe des Kopfgelds, welches auf einen Spieler ausgesetzt ist. Dieses erhöht sich pro Abschuss, wobei der Abschuss eines Spielers auf den ein höheres Kopfgeld ausgesetzt ist mehr ins Gewicht fällt.
- Eine Team-Deathmatch ähnliche Variante stellt Bande dar. Hier spielen die Gesetzeshüter gegen die Gesetzlosen.
- In Wanted! wird zu Beginn ein Spieler zufällig ausgewählt, der sodann der Gesuchte ist. Ziel der übrigen Spieler ist es nun den Gesuchten zu töten. Die Person, der dies gelingt, wird selbst zum Gesuchten.

- Auch in Verbrecherjagd wird zu Beginn der Runde per Zufallsprinzip ein Gesuchter ausgewählt. Jedoch spielen hier zwei Teams gegeneinander, welche einen Punkt erhalten, wenn der Gesuchte 60 Sekunden lang überlebt. Stirbt dieser oder überlebt er das Zeitlimit, so wird der Spieler des gegnerischen Teams der Gesuchte, auf den das höchste Kopfgeld ausgesetzt ist.

- Im Modus Historische Ereignisse wird ein Szenario gespielt, welches an eine wahre Begebenheit angelehnt ist. Das Ziel eines Teams ist es mehrere Aufträge zu erfüllen (zumeist Eindringen in Gebäude). Das gegnerische Team muss dies über einen vorgegebenen Zeitraum verhindern.